# Варянов, Николай Иванович
Николай Иванович Варянов (род. 3 февраля 1959 года, Свердловск, РСФСР, СССР) — советский и российский хоккеист, тренер. Мастер спорта СССР международного класса.

## Биография
Воспитанник хоккейной школы «Юность» (Свердловск), тренер — Леонид Грязнов.
Выступал за свердловские СКА (1976) и «Автомобилист» (1977—1978). Также играл в «Динамо» (Москва) (1978—1987), в «Динамо» (Рига) (1987—1989). Играл в составе сборной СССР.
Также играл за немецкие клубы «Берлинер СК» и «ЕВ Фюссен», словенский «Есенице». Карьеру игрока завершил в 2002 году в ХК «ЕВ Фюссен».
С 2010 по 2011 год был главным тренером «Шерифа». С 2011 года главный тренер балашихинского ХК МВД.
С 2012 года тренер юниорских команд ХК «Динамо» (Москва). С 2004—2021 года работал детским тренером в хоккейной академии им. Чернышева «Динамо» Москва.

## Достижения
- Чемпион мира среди молодежных команд 1978 и 1979 годов
- Третий призёр чемпионата СССР 1980/1981, 1981/1982, 1982/1983
- Второй призёр чемпионата СССР 1978/1979, 1979/1980, 1984/1985, 1985/1986, 1986/1987, 1987/1988[3]
- Финалист Кубка СССР
- Третий призёр чемпионата России среди молодежи
- Победитель Кубка Шпенглера 1983